# Champ Bailey
Roland Champ Bailey (* 22. Juni 1978 in Folkston, Georgia) ist ein ehemaliger American-Football-Spieler auf der Position des Cornerbacks. Er spielte College Football für die University of Georgia, bevor er für die Washington Redskins und Denver Broncos in der National Football League (NFL) auflief. Er wurde zwölfmal, und damit mehr als jeder andere Cornerback, in den Pro Bowl gewählt und gilt als einer der besten Cornerbacks aller Zeiten.
Bailey ist seit 2019 Mitglied in der Pro Football Hall of Fame und seit 2022 in der College Football Hall of Fame.

## NFL
Seine professionelle Football-Karriere begann im Jahr 1999, als er von den Washington Redskins als siebter Spieler in der ersten Runde der NFL Draft ausgewählt wurde. Bis zur Saison 2003 spielte er bei den Redskins. Nach dieser Saison wechselte er, zusammen mit einem Draft-Pick für die zweite Runde, für Clinton Portis zu den Denver Broncos.
Bailey wurde von 2000 bis 2007 jedes Jahr in den Pro Bowl gewählt. Im Play-off-Spiel gegen die New England Patriots am 14. Januar 2006 stellte er den NFL-Rekord für den längsten Interception-Return ohne anschließenden Punkterfolg auf. Er fing einen Pass vom Quarterback der New England Patriots, Tom Brady, in der eigenen Endzone ab und trug ihn über 100 Yards zur gegnerischen 1-Yard-Linie zurück.
In der Saison 2013 kam er durch viele Verletzungen nur in fünf Spielen und den Playoffs zum Einsatz. Er nahm an seinem ersten Super Bowl teil wo ihm bei der 43:8-Niederlage gegen die Seattle Seahawks vier Tackles gelangen.
Am 6. Mai 2014 wurde er von den Broncos entlassen.
Am 4. April 2014 unterschrieb er bei den New Orleans Saints einen Zweijahresvertrag für 7 Millionen US-Dollar. Allerdings verpasste er den Sprung in den 53-Mann Kader und wurde am 30. August 2014 entlassen.
Am 28. Oktober 2014 gab Bailey sein Karriereende bekannt.